# Pordic
Pordic (tiếng Breton: Porzhig, Gallo: Pordic) là một xã của tỉnh Côtes-d'Armor, thuộc vùng Bretagne, tây bắc Pháp.

## Dân số
Người dân ở Pordic được gọi là Pordicais.

## Twinning
Pordic kết nghĩa với:
- Hayle in the UK county of Cornwall.